# Tiquadra albescens
Tiquadra albescens är en fjärilsart som beskrevs av Diakonoff 1968. Tiquadra albescens ingår i släktet Tiquadra och familjen äkta malar.
Artens utbredningsområde är Filippinerna. Inga underarter finns listade i Catalogue of Life.